# Quarante-deuxième circonscription de la Seine
La Quarante-deuxième circonscription de la Seine est l'une des neuf circonscriptions législatives que compte le département français de la Seine, situé en région Île-de-France.

## Description géographique
La Quarante-deuxième circonscription de la Seine était composée de :
- commune de Bobigny
- commune du Bourget
- commune de Drancy
- commune de Dugny[2]

## Description historique et politique

### Historique des députations[3]
| Législature | Début de mandat | Fin de mandat  | Député        | Parti politique | Observations                                                                             |
| ----------- | --------------- | -------------- | ------------- | --------------- | ---------------------------------------------------------------------------------------- |
| Ire         | 9 décembre 1958 | 9 octobre 1962 | Maurice Nilès | PCF             | Mandat écourté à la suite d'une dissolution parlementaire décidée par Charles de Gaulle. |
| IIe         | 6 décembre 1962 | 2 avril 1967   | Maurice Nilès | PCF             |                                                                                          |

## Historique des élections

### Élections de 1958[3]
| Candidat       | Candidat                | Parti          | Premier tour | Premier tour | Second tour | Second tour |  |
| Candidat       | Candidat                | Parti          | Voix         | %            | Voix        | %           |  |
| -------------- | ----------------------- | -------------- | ------------ | ------------ | ----------- | ----------- |  |
|                | Maurice Nilès élu       | PCF            | 21 695       | 48,26        | 23 376      | 52,22       |  |
|                | Marceau Dufrénoy        | MRP            | 12 991       | 28,9         | 21 390      | 47,78       |  |
|                | Pierre Duchet           | SFIO           | 6 579        | 14,63        | Retrait     | Retrait     |  |
|                | Albert Lécrivain-Servoz | Divers         | 3 689        | 8,21         | Retrait     | Retrait     |  |
|                |                         |                |              |              |             |             |  |
| Inscrits       | Inscrits                | Inscrits       | 55 951       | 100,00       | 55 925      | 100,00      |  |
| Abstentions    | Abstentions             | Abstentions    | 9 858        | 17,62        | 10 271      | 18,37       |  |
| Votants        | Votants                 | Votants        | 46 093       | 82,38        | 45 654      | 81,63       |  |
| Blancs et nuls | Blancs et nuls          | Blancs et nuls | 1 139        | 2,47         | 888         | 1,95        |  |
| Exprimés       | Exprimés                | Exprimés       | 44 954       | 97,53        | 44 766      | 98,05       |  |

Le suppléant de Maurice Nilès était Georges Valbon.

### Élections de 1962[3]
|                | Maurice Nilès sortant réélu | PCF            | 26 511 | 61,03  |  |  |  |
|                | Eugène Bertholet            | UNR-UDT        | 12 612 | 29,03  |  |  |  |
|                | Lucien Dufrénoy             | MRP            | 4 318  | 9,94   |  |  |  |
|                |                             |                |        |        |  |  |  |
| Inscrits       | Inscrits                    | Inscrits       | 59 281 | 100,00 |  |  |  |
| Abstentions    | Abstentions                 | Abstentions    | 14 446 | 24,37  |  |  |  |
| Votants        | Votants                     | Votants        | 44 835 | 75,63  |  |  |  |
| Blancs et nuls | Blancs et nuls              | Blancs et nuls | 1 394  | 3,11   |  |  |  |
| Exprimés       | Exprimés                    | Exprimés       | 43 441 | 96,89  |  |  |  |

Le suppléant de Maurice Nilès était Georges Valbon.